# Nouara Saâdia Djaâfar
Nouara Saâdia Djaâfar est une femme politique algérienne.

## Carrière
Saadia est ministre algérienne de la Famille et des Femmes à partir du 4 octobre 2003 et jusqu'en septembre 2012. 
Elle s'implique en particulier dans la prise de pouvoir des femmes, en les encourageant à s'intéresser à la politique et à s'organiser pour accéder à des assemblées élues. Elle milite aussi pour que les femmes n'aient pas besoin de présenter un certificat de virginité à l'occasion de leur mariage. 